# Seyyal Taner
Seyyal Taner (født d. 28. september 1952 i Şanlıurfa) er en tyrkisk sangerinde, der bedst er kendt internationalt for ikke at score et eneste point ved sin deltagelse i Eurovision Song Contest 1987 i Bruxelles, Belgien. 